# 1897 no desporto

## Eventos

### Futebol
- 1 de novembro - Fundação da Juventus de Turim, da Itália.[1]

### Xadrez
- 14 de janeiro - Emanuel Lasker vence novamente Wilhelm Steinitz na 6ª edição do Campeonato Mundial de Xadrez, disputado em Moscou e mantém o título de campeão mundial de xadrez.
- 13 de setembro a 4 de outubro - Torneio de xadrez de Berlim de 1897, vencido por Rudolf Charousek.[2]

## Nascimentos
| Data        | Nome        | Profissão        | Nacionalidade | Observações | Ref   |
| ----------- | ----------- | ---------------- | ------------- | ----------- | ----- |
| 13 de junho | Paavo Nurmi | atleta, fundista | Finlândia     | m. 1973     | [ 3 ] |

## Mortes
| Data | Nome | Profissão | Nacionalidade | Observações | Ref |
| ---- | ---- | --------- | ------------- | ----------- | --- |